# 김효선 (성우)
김효선(1973년 4월 10일 ~ )은 한국의 성우다. 1997년 10월 온미디어 성우극회 3기로 입사했다.

## 특징
- 2000년부터 프리랜서로 일하고 있다.
- 혈액형은 B형이다.

## 출연 작품
- 그 남자! 그 여자! (투니버스) - 백승미
- 작은 눈의 요정 슈가 (투니버스) - 진저 / 한나 선생님
- 캐릭캐릭 체인지 (투니버스) - 프린스 / 시아 엄마 / 토마 엄마 / 봄
  - 캐릭캐릭 체인지 두근두근 (투니버스) - 프린스
  - 캐릭캐릭 체인지 파티 (투니버스) - 프린스
  - 캐릭캐릭 체인지 쁘띠 (투니버스) - 프린스
- 엔젤릭 레이어 (투니버스) - 도현희 / 기주연
- 투하트 (투니버스) - 서주리
- 슈퍼갤즈(퀴니) - 혼다 마미
- GO! GO! 다섯쌍둥이(투니버스) - 엄마 / 솔비
- 달빛천사 (투니버스) - 매니저 (미카)
- 명탐정 코난 (투니버스) - 추미향, 허인실, 나미향, 최아라, 조애심, 모수미, 양선혜, 이부경, 박용미, 신정미
- 미도리의 나날 (투니버스) - 린 (세이지 누나)
- 대운동회 OVA (투니버스) - 레나 마르스
- 레이브 (투니버스) - 릴리스
- 리틀펫샵 - 톰블리 부인
- 멀티렌서 (투니버스) - 디(D)
- 선계전 봉신연의 (투니버스) - 은홍
- DARKER THAN BLACK -흑의 계약자- (애니맥스) - 에이프릴
- 재동아 학교가자 (투니버스) - 이미란
- 쫑아는 사춘기 (MBC 무비스) - 쫑아 엄마 / 한나
- 체포하겠어 (투니버스) - 선우경감
- 무적 철가방 (투니버스) - 카야하라 토모카
- 카레이도 스타 (투니버스) - 사라 듀폰드 / 신시아 (마리온 엄마)
- 파워레인저 SPD (투니버스/특촬물) - SP스완
- 파워레인저 레스큐 (투니버스/특촬물) - 바이프라 / 반쉬라 여왕
- 펫숍 오브 호러스 (투니버스) - 앨리스 / 루이즈
- 7인의 나나(투니버스) - 하야시바
- 건방진 천사(퀴니) - 레이코
- 교향시편 유레카7(애니맥스) - 타르호 / 모리스
- 꼬마 마법사 레미 비바체(투니버스) - 여왕님
- 날아라 방울방울 친구들(투니버스) - 하나지(코피군)
- 록맨 에그제 엑세스(투니버스) - 록맨
- 말짱 꽝돌이(투니버스) - 꽝돌이 엄마
- 에어기어(애니맥스) - 노아먀노 리카 / 아기토
- 슈가슈가 룬(투니버스) - 모행자
- 스피어즈(MBC) - 서동 / 땅콩
- 서쪽의 착한 마녀(애니맥스) - 이그레인 버넷
- 제로의 사역마~쌍월의 기사~(애니맥스) - 엘레오노르
- 달려라 이다텐(투니버스) - 레오
- 지옥소녀(애니맥스) - 호네온다
- 지옥소녀 2기(애니맥스) - 호네온다
- 쾌걸 조로리(투니버스) - 조로리 엄마
- 쾌걸 조로리 2기(투니버스) - 조로리 엄마
- 하얀마음 백구(SBS)
- 페콜라(MBC) - 로봇 페콜라 / 코리
- 이야기 여행(MBC)
- 우당탕탕 재동이네(SBS) - 이미란
- 디 워 - 상담사
- 녹색의 전설(투니버스) - 이안 / 시녀2
- 나의 파트라슈(투니버스) - 필립
- Happy birthday to China(투니버스)
- 총몽(투니버스)
- 미소녀 전사 익셀리온(투니버스) - 익셀실버
- 별나라친구 올리(투니버스) - 빌리
- 날아라 방울방울 친구들(카툰네트워크) - 코피 군
- 초기동전설 다이나기가(투니버스) - 여학생
- 더티페어 FLASH(투니버스)
- 말괄량이 마법학교(투니버스) - 드릴
- 은혼(투니버스) - 엄마
- 명탐정 코난(투니버스, 애니맥스) - 양선혜(투니버스) / 박수지(애니맥스)
- 이트맨(투니버스) - 도나
- 이트맨 98(투니버스) - 코코
- 최유기 리로드(투니버스) - 수이카
- 마루코는 아홉살(투니버스) - 미치
- 탐정학원 Q(투니버스) - 마유미
- 음양대전기(투니버스) - 오스미
- 몬스터(투니버스) - 간호사
- 멜티랜서(투니버스) - D
- 아미테이지 더 서드(투니버스) - 제시카
- 와라! 편의점(투니버스) - 잔상 아줌마
- 바이스 크로이츠(투니버스) - 망크스
- 상상꾸러기 모나(투니버스) - 담임 선생님
- 헌티드 정션(투니버스) - 화장실의 하나코
- 떴다! 방울이(투니버스) - 호야
- 웨딩피치(투니버스) - 모니카 엄마
- 긴급출동 구조대(애니맥스) - 애리얼

## 게임
- 센티멘탈 그래피티 - 호사카 미유키
- 두근두근 메모리얼 - 키타기리 아야코
- 미소녀 닌자 모험기 - 교